# Евермор (серіал 2014)
Евермор (англ. The Evermoor Chronicles) — британський телесеріал, який транслюється на каналі Disney. Зйомки відбулись навесні 2014 року. Прем'єра серіалу була запланована на 10 жовтня 2014 року на канал Disney у Великій Британії та Ірландії, 17 жовтня 2014 року на каналі Disney в США і Family в Канаді і 31 жовтня 2014 року на каналі Disney в Австралії і Новій Зеландії. 19 березня 2015 року, серіал був продовженний ще на 20 серій. По 5 вересня 2015 року, зйомки першого сезону були завершені.

## Сюжет
Серіал розповідає про дівчину на ім'я Тара Кросслі, яка переїжджає із США в Англійське село під назвою Евермор разом з матір'ю, вітчимом, братами і сестрою з поганим характером. Мати Тари — письменниця, і дівчина мріє піти по її стежці творчості. Спочатку Тара не помічає тут нічого незвичайного, але незабаром розуміє, що навкруги відбуваються дуже дивні речі. Однак члени сім'ї спочатку приймають усе те, що відбувається за підступи її бурхливої фантазії.

## Огляд серіалу
| Номер сезону | Кількість серій | Перший вихід у Великій Британії | Останній вихід у Великій Британії |                 |
| ------------ | --------------- | ------------------------------- | --------------------------------- | --------------- |
|              | Пілотні серії   | 4                               | 10 жовтня 2014                    | 31 жовтня 2014  |
|              | 1               | 20                              | 9 листопада 2015                  | 22 березня 2015 |

## Список серій

### 0 сезон (2014)
| № в цілому | № в сезоні | Назва                  | Режисер     | Сценарист | Показ у Великій Британії | Перегляди у Великій Британії (млн) | Перегляди в США (млн) |
| 1 | 1          | The Mysterious Village | Кріс Коттем | Беде Блек | 10 жовтня 2014           | 0.111                              | 1.864                 |
| --- | ---------- | ---------------------- | ----------- | --------- | ------------------------ | ---------------------------------- | --------------------- |
| Тара переїжджає разом зі своєю сім'єю в Евермор і знаходить гобелен який пророкує майбутнє. Пізніше він пророкує пожежу, але ніхто не вірить, що так дійсно можна передбачити майбутнє і, що це просто маячня, за винятком Тари. |            |                        |             |           |                          |                                    |                       |
| 2 | 2          | Fire In House          | Кріс Коттем | Беде Блек | 17 жовтня 2014           | 0.109                              | 1.864                 |
| Тара і Себ розслідують, що стало причиною пожежі і виявили докази, які свідчать, що тітонька Бріджет, можливо, була вбита за допомогою отрути.                                                                                   |            |                        |             |           |                          |                                    |                       |
| 3 | 3          | Magical Typewriter     | Кріс Коттем | Беде Блек | 24 жовтня 2014           | 0.169                              | 1.614                 |
| Тара виявляє шматок золотої нитки в машинці, ось чому все на гобелені збувається. Вона також виявляє, що тітка Бріджет все ще жива, а між тим, Себ випадково випиває отруту і падає.                                             |            |                        |             |           |                          |                                    |                       |
| 4 | 4          | Supreme Everine        | Кріс Коттем | Беде Блек | 31 жовтня 2014           | 0.221                              | 1.455                 |
| Тара повинна знайти спосіб врятувати її сім'ю від зникнення з Евермора, тому що Есмеральда вирізала із гобелена їх. Також Тара виявляє, що вона є верховна Еверіна.                                                              |            |                        |             |           |                          |                                    |                       |